# Convenção Americana sobre Direitos Humanos
A Convenção Americana sobre Direitos Humanos (CADH; também conhecida como Pacto de San José da Costa Rica) é um tratado internacional entre os países-membros da Organização dos Estados Americanos (OEA) e que foi subscrita durante a Conferência Especializada Interamericana de Direitos Humanos, em 22 de novembro de 1969, na cidade de San José da Costa Rica. Entrou em vigor em 18 de julho de 1978, sendo atualmente uma das bases do sistema interamericano de proteção dos Direitos Humanos.

## Dispositivos e aplicação
Os Estados signatários desta Convenção se "comprometem a respeitar os direitos e liberdades nela reconhecidos e a garantir seu livre e pleno exercício a toda pessoa que está sujeita à sua jurisdição, sem qualquer discriminação".
Se o exercício de tais direitos e liberdades ainda não estiver assegurado na legislação ou outras disposições, os Estados membros estão obrigados a adotar as medidas legais ou de outro caráter para que estes direitos venham a tornar-se efetivos.
A Convenção estabelece, ainda, a obrigação dos Estados para o desenvolvimento progressivo dos direitos econômicos, sociais e culturais contidos na Carta da OEA, na medida dos recursos disponíveis, por via legislativa ou outros meios apropriados.
Como meios de proteção dos direitos e liberdades, a Convenção criou dois órgãos para tratar de assuntos relativos ao seu cumprimento: a Comissão Interamericana de Direitos Humanos e a Corte Interamericana de Direitos Humanos.

## Conteúdo
Esta Convenção consagra diversos direitos civis e políticos, entre outros: o direito ao reconhecimento da personalidade jurídica, o direito à vida, direito à integridade pessoal, direito à liberdade pessoal e garantias judiciais, direito à proteção da honra e reconhecimento à dignidade, à liberdade religiosa e de consciência, à liberdade de pensamento e de expressão, e o direito de livre associação.

## Protocolos adicionais
Nos anos seguintes, os Estados Partes da Convenção Americana complementaram suas disposições com dois protocolos adicionais.
O primeiro, o Protocolo Adicional à Convenção Americana sobre Direitos Humanos na Área de Direitos Econômicos, Sociais e Culturais (conhecido como "Protocolo de San Salvador"), foi aberto para assinatura na cidade de San Salvador, El Salvador, em 17 de novembro de 1988. Representou uma tentativa de elevar o nível do sistema interamericano de direitos humanos, ao proteger os chamados direitos de segunda geração nos âmbitos econômico, social e cultural. Dispõe sobre direito ao trabalho, à saúde, à alimentação e à educação. Entrou em vigor em 16 de novembro de 1999 e foi ratificado por 16 nações.
O segundo, o Protocolo à Convenção Americana sobre Direitos Humanos para Abolir a Pena de Morte, foi adotado em Assunção, Paraguai, em 8 de junho de 1990. O artigo 4 da Convenção Americana já tinha colocado severas restrições à capacidade de os Estados imporem pena de morte: aplicável apenas aos crimes mais graves; nenhuma reintegração uma vez abolida; não deve ser usado para crimes políticos ou crimes comuns conexos com delitos políticos; não ser usado contra menores de 18 anos ou maiores de 70 anos, ou contra mulheres grávidas. A assinatura deste protocolo formalizou o compromisso solene de os Estados não aplicarem pena de morte em nenhuma circunstância de tempo de paz. Até o momento, foi ratificado por 13 nações.

## Signatários
Desde dezembro de 2019, são 25 os países que ratificaram e aderiram à CADH:
| - Argentina (1984) - Barbados (1981) - Bolívia (1979) - Brasil (1992) - Chile (1990) - Colômbia (1973) - Costa Rica (1970) |  | - Dominica (1993) - Equador (1977) - El Salvador (1978) - Granada (1978) - Guatemala (1978) - Haiti (1977) |  | - Honduras (1977) - Jamaica (1978) - México (1981) - Nicarágua (1979) - Panamá (1978) - Paraguai (1989) |  | - Peru (1978) - República Dominicana (1978) - Suriname (1987) - Trinidad e Tobago (1991) - Uruguai (1985) - Venezuela (2019) |